# Милеево (Ельнинский район)
Миле́ево   — деревня  в  Смоленской области России,  в Ельнинском районе. Население – 1 житель (2007 год)   Расположена в юго-восточной части области  в 7 км к юго-западу от города Ельня,   в 4 км южнее  автодороги Р96 Новоалександровский(А101) — Спас-Деменск — Ельня — Починок, в 7 км к западу от автодороги Р137 Сафоново — Рославль. В 8 км севернее деревни железнодорожная станция Дёмщино на линии Смоленск — Сухиничи. Входит в состав Леонидовского сельского поселения.

## История
До 2004 года деревня была административным центром Леонидовского сельского округа. В годы Великой Отечественной войны деревня была местом ожесточённых боёв и дважды была оккупирована гитлеровскими войсками. 1-й раз в июле 1941 года (освобождена в ходе Ельнинской операции), 2-й раз в октябре 1941 года (освобождена в ходе Ельнинско-Дорогобужской операции в 1943 году)..